# A1-CM Furia
A1-CM Furia – ukraiński bezzałogowy statek powietrzny przeznaczony do automatycznego wykrywania, śledzenia celów statycznych i ruchomych oraz przekazywania informacji o koordynatach wykrytych obiektów jednostkom artylerii. Pierwszy bezzałogowy system powietrzny opracowany przez ukraińską firmę, który został przyjęty na uzbrojenie Sił Zbrojnych Ukrainy.

## Historia
Dron został opracowany przez firmę Athlon Avia, prace nad nową konstrukcją wdrożono w 2014 r. Jako podstawę do prac przyjęto drona RVJET. W ramach testów Furia była od 2014 r. używana na wschodzie Ukrainy do prowadzenia rozpoznania lotniczego i korygowania ognia artyleryjskiego. Pierwsza publiczna prezentacja drona miała miejsce 21 stycznia 2015 r. W latach 2019–2020 przeprowadzono oficjalne testy państwowe. Decyzją Ministerstwa Obrony Ukrainy nr 115 z dnia 4.09.2020 r. UAV został oficjalnie przyjęty na wyposażenie ukraińskich sił zbrojnych. W kolejnych latach odbiorcami Furii stały się Gwardia Narodowa Ukrainy oraz Służba Bezpieczeństwa Ukrainy. Koszt jednego egzemplarza maszyny oszacowano w 2016 r. na 150 000 dolarów. Zestaw, obejmujący trzy drony i stanowisko naziemne, wyceniono na 2,5 mln hrywien. Podjęcie produkcji na szerszą skalę obniżyło koszt zestawu, w 2020 r. szacowano go na 100 000 dolarów. Do 2022 r. Siły Zbrojne Ukrainy otrzymały ok. 100 zestawów.
Rozwinięciem A1-CM jest opracowana w 2015 r. A1-S Furia. Jednostkowy koszt tej wersji jest szacowany na 110 000 dolarów. W tej wersji zmodyfikowano kadłub, zmieniono rozmieszczenie komór na wyposażenie oraz zwiększono powierzchnię usterzenia. Zmodyfikowano mocowanie układu napędowego, co pozwala na jego łatwą wymianę oraz zmniejsza drgania przenoszone na kadłub.

## Wykorzystanie bojowe
Siły Zbrojne Ukrainy wykorzystały A1-CM Furia do prowadzenia rozpoznania podczas walk w Donbasie. Po pełnoskalowej agresji Rosji na Ukrainę w 2022 r. na froncie wykorzystano również A1-S Furia.

## Konstrukcja
Dron jest zbudowany w układzie latającego skrzydła z wykorzystaniem materiałów kompozytowych. W przedniej części kadłuba jest zamontowane wyposażenie rozpoznawcze, na jego końcu znajduje się silnik elektryczny napędzający dwułopatowe śmigło. Start Furii następuje w wykorzystaniem pneumatycznej katapulty, a lądowanie z użyciem spadochronu. Dron może spędzić w powietrzu do 3 godzin i pokonać trasę liczącą do 200 kilometrów, jednakże nie może oddalić się na więcej niż 50 km od naziemnego stanowiska kontroli. Źródłem energii są dwa akumulatory Li-Po/Li-Ion o pojemności do 42 000 mAh.
System składa się z trzech bezzałogowych statków powietrznych oraz naziemnego stanowiska kontroli lotu. Operatorzy mają do dyspozycji trzy zestawy kamer pracujących w paśmie światła widzialnego oraz dwa termowizyjne. Lot drona odbywa się z wykorzystaniem półautomatycznego systemu zdalnego sterowania lub w trybie automatycznym po wcześniej zaprogramowanej trasie z wykorzystaniem kamery telewizyjnej do wyszukiwania i identyfikacji w terenie punktów orientacyjnych. Operator ma możliwość przeprogramowania trasy przelotu i dostosowania jej do bieżących potrzeb. W przypadku utraty łączności z naziemnym stanowiskiem kontroli Furia automatycznie powraca do miejsca startu. Maszyna ma zainstalowany bezwładnościowy system nawigacyjny oraz system nawigacji satelitarnej (GPS, GLONASS, Galileo, Beidou, QZSS lub SBAS). Stanowisko naziemne dysponuje antenami umieszczonymi na maszcie o wysokości 6 metrów. Praca z dronem jest również możliwa podczas przemieszczania się samochodu ze stanowiskiem naziemnym.
Sterowanie dronem odbywa się z naziemnego panelu sterującego, który jest wyposażony w system operacyjny Linux i ma dwa monitory o przekątnej 22 cale. Pozwala to na jednoczesną pracę kontrolera lotu oraz operatora sprzętu rozpoznawczego. Dron i konsola są zasilane tym samym typem baterii, ponadto konsola może korzystać z zewnętrznego źródła zasilania o napięciu 220 V. Furia może przenosić stabilizowaną żyroskopowo kamerę pracującą w świetle widzialnym, której układ optyczny jest oparty na Sony FCB-H11. Ma ona możliwość obrotu o 360°, kąt widzenia w pionie od 50° do 5,4° oraz zoom 10x. Ponadto maszyna może zostać wyposażona w stabilizowaną żyroskopowo kamerę termowizyjną, mogącą pracować w trybie kolorowym lub czarno-białym, z obiektywem 35 mm i kątem widzenia 18° × 14°. Na pokładzie Furii można zapisywać pozyskane obrazy – z kamery dziennej w jakości Full HD a z kamery termowizyjnej w rozdzielczości 640 × 480. Ponadto dron przenosi kamerę cyfrową o rozdzielczości 12 Mpx i 12-krotnym zoomem optycznym. Zdjęcia i filmy przesyłane w czasie rzeczywistym do naziemnego stanowiska kontroli zawierają dane geolokalizacyjne.